# Quetecsaurus rusconii
Quetecsaurus rusconii es la única especie conocida del género extinto Quetecsaurus ede dinosaurio saurópodo titanosaurio que vivió a mediados del período el Cretácico durante el Turoniense, hace aproximadamente entre 93 a 89 millones de años, en lo que es hoy Sudamérica. Sus restos fueron encontrados en el sur de la provincia de Mendoza en el oeste de Argentina.

## Descripción

Tamaño en comparación a un humano

Quetecsaurus fue diagnosticado basándose en tres autapomorfias, es decir, rasgos únicos. El intercentro del atlas muestra un borde anteroventral prominenente y procesos alargados posteroventrales. Su húmero tiene una forma única, con un borde proximal de tipo sigmoide (en forma de "S"), un borde proximomedial redondeado, y una esquina angular proximolateral. Como en los titanosaurios lognkosaurios, posee expansiones laterales en las espinas neurales de sus vértebras cervicales posteriores, aunque estas son incipientes y relativamente reducidas.

## Descubrimiento e investigación
Quetecsaurus fue descrito y nombrado originalmente por Bernardo González Riga y Leonardo Ortiz David en 2013 y la especie tipo es Quetecsaurus rusconii. Es conocido únicamente a partir de su holotipo, un esqueleto parcial hallado en asociación que incluye un hueso postorbital, dientes, el atlas, una vértebra cervical posterior, una vértebra dorsal posterior incompleta, un centro incompleto de una vértebra caudal, costillas dorsales, un coracoides, cinco metacarpianos y fragmentos de un húmero, el radio y ulna. El holotipo fue recolectado de lutitas de la formación Cerro Lisandro, en la cuenca de Neuquén, que data de mediados o finales de la etapa del Turoniense del Cretácico Superior. El espécimen representa el primer saurópodo con materiales bien preservados recuperado de esta formación.

## Clasificación
Quetecsaurus fue asignado al grupo Titanosauria, y se lo considera cercanamente relacionado con Mendozasaurus y Futalognkosaurus, miembros de Lognkosauria, basándose en la presencia de tres láminas laterales en sus espinas neurales. Un análisis filogenético preliminar apoya esta asignación, situando a Quetecsaurus como un taxón hermano del clado formado por Mendozasaurus y Futalognkosaurus.